# Davide Ballardini
Davide Ballardini, né le 6 janvier 1964 à Ravenne, en Émilie-Romagne, est un ancien footballeur et un entraîneur de football italien.

## Biographie

### Carrière de joueur
Davide Ballardini fit une modeste carrière à l'AC Cesena, en qualité de milieu de terrain.

### Carrière d'entraîneur

#### Les débuts
Davide Ballardini commence sa carrière d'entraîneur dans les équipes de jeunes de l'AC Cesena de 1993 à 1996 avant de rejoindre Ravenne, de 1996 à 1999, toujours chez les jeunes. Puis en 1999, il part entraîner les moins de 18 ans du Milan AC jusqu'en 2002. Enfin, toujours pour entraîner les jeunes, il passe au Parme AC où il remporte le championnat des moins de 18 ans et atteint les demi-finales du championnat des moins de 20 ans.
Au départ de la saison 2004-2005, Davide Ballardini obtient son premier banc chez les professionnels au SS Sambenedettese Calcio qui évolue alors en Serie C1, la 3e division italienne. Il y frôle la promotion en Serie B, en n'étant éliminé qu'en demi-finale des play-off par le SSC Naples de Edoardo Reja (1-1, 0-2).

#### Cagliari: première période
Lors de la saison 2005-2006, il découvre la Serie A et est nommé à la tête du Cagliari Calcio. Nous sommes à la troisième journée de championnat et l'équipe sarde en est déjà à son troisième entraîneur de l'année après Attilio Tesser et Daniele Arrigoni, tous deux n'ayant entraîné l'équipe qu'un match ! Ballardini ne restera que 9 matchs sur le banc sarde, avec zéro victoires au compteur. Il sera remplacé à la tête de l'équipe par l'expérimenté Nedo Sonetti.

#### Pescara
Pour la saison 2006-2007, il est engagé par le club du Pescara Calcio qui évolue alors en Serie B mais est licencié après trois nuls et trois défaites en championnat, et une victoire en Coupe d'Italie contre AC Pavie. Il est remplacé par Aldo Ammazzalorso à la tête de l'équipe. 

#### Cagliari: deuxième période
Le 27 décembre 2007, il est rappelé à la tête du Cagliari Calcio, rappels dont le président Massimo Cellino est coutumier, en remplacement de Nedo Sonetti qui l'avait remplacé lors de sa première expérience dans la capitale sarde. Il est déjà le troisième entraîneur du club cette saison. À presque mi-championnat, l'équipe ne compte que 10 points et se dirige tout droit vers la Serie B. Malgré cette situation désespérée, Davide Ballardini va enchaîner avec son équipe d'excellents résultats et permettre à celle-ci de se sauver. Le Cagliari Calcio finira la saison à la 14e place de la Serie A avec 6 points d'avance sur Empoli Football Club, le premier relégué. Malgré ce sauvetage inattendu, Davide Ballardini quitte le club à la fin de la saison et laisse sa place Massimiliano Allegri.

#### Palermo
Le 4 septembre 2008, il est appelé à remplacer Stefano Colantuono sur le banc de l'US Palerme, mis à la porte dès la première journée de championnat après une défaite 3-1 à Udine contre l'Udinese Calcio. Il débute sur le banc par une victoire 3-1 contre l'AS Rome. L'équipe enchaînera de bons résultats et des moins bons, notamment à l'extérieur. Malgré la confiance du président Maurizio Zamparini, pourtant réputé difficile, Ballardini décide de ne pas poursuivre son bail en Sicile. L'US Palerme finira la saison à la 8e place, à 6 points de l'Europe. Walter Zenga est donc nommé entraîneur de l'équipe pour la saison 2009-2010.

#### Lazio Rome
Entraîneur enfin reconnu et courtisé, il signe finalement à la SS Lazio pour la saison 2009-2010. Il la débute par le premier trophée de sa carrière, la Supercoupe d'Italie de football, aux dépens de l'Inter Milan, 2 buts à 1, victoire signée Matuzalém et Tommaso Rocchi contre un but de Samuel Eto'o. Le début de saison est néanmoins plus compliqué en championnat : la SS Lazio ne recueille que 13 points en 15 matches. Les premières critiques sont émises quant à sa gestion de l'effectif. Malgré de légères améliorations, le classement de l'équipe ne décolle pas. Elle reste engluée dans les zones périlleuses du classement. Ainsi, le 10 février 2010, trois jours après une nouvelle défaite à domicile contre le Calcio Catane, 1-0, Davide Ballardini est remercié et remplacé par Edoardo Reja, en provenance de l'Hajduk Split. Il laisse l'équipe en pleine zone de relégation. Son bilan est de 4 victoires, 10 nuls et 10 défaites, pour un total de 22 points en 24 matchs.

#### Genoa: première période
Le 8 novembre 2010, il est nommé entraineur du Genoa CFC en remplacement de Gian Piero Gasperini, fraîchement limogé. Il prend 10 points lors des cinq premiers matchs sur le banc génois. Il terminera finalement la saison en milieu de tableau, à la 10e place, remportant notamment les deux derbys de Gênes (1-0 et 2-1) contre la Sampdoria. Au terme de la saison, il est libéré de son contrat, en accord avec le club.

#### Cagliari: troisième période
Le 9 novembre 2011, il retourne à nouveau à Cagliari en remplacement de Massimo Ficcadenti, démissionné malgré une bonne 9e place au classement, mais cinq matchs sans victoires. Il commence par un nul, une défaite et une victoire. Bien que fort apprécié par les tifosi sardes qui apprécient le style de jeu de son équipe, il n'obtient pas les résultats espérés, l'équipe glissant progressivement au classement. Il est remercié le 11 mars 2012, après une sévère défaite 6-3 à Naples, laissant le club à la 17e place du championnat à 6 points du premier relégable. Il est remplacé par son prédécesseur Massimo Ficcadenti.

#### Genoa: troisième période
Nommé une nouvelle fois entraîneur du Genoa CFC en novembre 2017 en remplacement d'Ivan Jurić, Ballardini est démis de ses fonctions le 9 octobre 2018.

### Palmarès
- 1 Supercoupe d'Italie : 2009 Lazio